# Semiothisa birecta
Semiothisa birecta är en fjärilsart som beskrevs av Louis Beethoven Prout 1917. Semiothisa birecta ingår i släktet Semiothisa och familjen mätare. Inga underarter finns listade i Catalogue of Life.